# Allondrelle-la-Malmaison
Allondrelle-la-Malmaison is een gemeente in het Franse departement Meurthe-et-Moselle (regio Grand Est). Allondrelle-la-Malmaison telde op 1 januari 2022 634 inwoners.
De gemeente maakt deel uit van het arrondissement Briey en sinds begin 2015 van het kanton Mont-Saint-Martin. Daarvoor hoorde het bij het kanton Longuyon in hetzelfde arrondissement.

## Naam
De naam van de gemeente is in 1956 officieel vastgesteld door de samenvoeging van de namen van de hoofdplaats en het gehucht La Malmaison, dat even ten noorden van Allondrelle ligt.

## Geografie
De oppervlakte van Allondrelle-la-Malmaison bedroeg op 1 januari 2022 13,61 vierkante kilometer; de bevolkingsdichtheid was toen 46,6 inwoners per km².

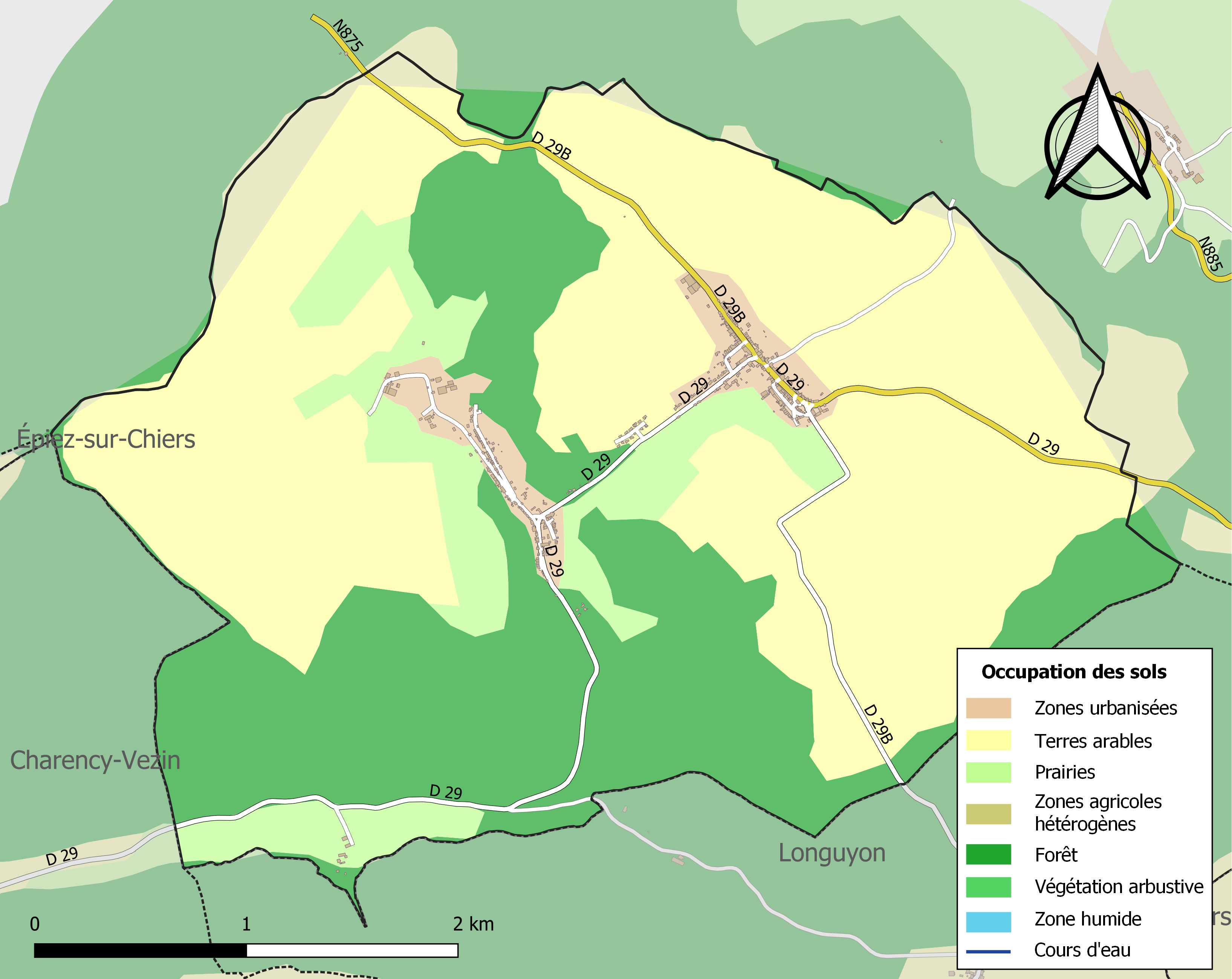
Kaart van de gemeente met de belangrijkste infrastructuur, bodemgebruik en omliggende gemeenten

## Demografie
Onderstaande figuur toont het verloop van het inwonertal (bron: INSEE-tellingen).